# Пано Младчев
Пано (Пане) Петрев Младчев с псевдоним Боян е български просветен деец и революционер, деец на Вътрешната македоно-одринска революционна организация.

## Биография
Пано Младенов е роден през 1880 година в Щип, тогава в Османската империя. Завършва основното си образование в родния град, а след това през 1898 година завършва с първия випуск Скопското българско педагогическо училище. Още там се присъединява към ВМОРО, а след това учителства в Охрид и Смърдеш.
През 1902 година се прехвърля в Одринска Тракия като учител в Свиленград, където участва в подготовката на Илинденско-Преображенското въстание. През 1904 година е избран за ръководител на околийския комитет на ВМОРО в Мустафа паша (днес Свиленград). През 1905 година е арестуван от турската власт, освободен е при амнистията след Младотурската революция. Завръща се в Македония, като участва в подновената революционна дейност през 1909 година от страна на ВМОРО.
Пано Младчев бяга в България и оттогава няма повече данни за него.
Синът му, Димитър Младчев, в 1937 година завършва право в Софийския университет, убит от комунистите след Деветосептемврийския преврат.